# Тараклия (Каушанский район)
Тараклия (рум. Taraclia) — село в Каушанском районе Молдавии. Относится к сёлам, не образующим коммуну.

## География
Расположено примерно в 24 км к западу от города Кэушень. В 5 км к югу от села проходит молдавско-украинская граница. Ближайший населённый пункт — село Баймаклия. Через село протекает река Чага.
Село расположено на высоте 91 метр над уровнем моря.

## Население
По данным переписи населения 2004 года, в селе Тараклия проживает 4280 человек (2097 мужчин, 2183 женщины).
Этнический состав села:
| Национальность | Число жителей | Процентный состав |
| -------------- | ------------- | ----------------- |
| молдаване      | 4142          | 96,78             |
| румыны         | 57            | 1,33              |
| украинцы       | 42            | 0,98              |
| русские        | 21            | 0,49              |
| болгары        | 8             | 0,19              |
| гагаузы        | 4             | 0,09              |
| цыгане         | 2             | 0,05              |
| прочие         | 4             | 0,09              |
| Всего          | 4280          | 100 %             |